# 滨口史郎
滨口史郞（日语：／ Hamaguchi Shirō，1969年11月19日—）是日本动画作曲、编曲与配器师。他以为动画《海贼王》和《我的女神》作曲，以及为电子游戏系列最终幻想编曲/配器而知名。他经常在动画配乐上，与作曲家同事田中公平和多田彰文合作。

## 传记
滨口史郞出生于日本福冈，并从东京艺术大学获得音乐学位，其间他和电子游戏音乐家滨涡正志结为好友。在毕业后的1994年到1996年间，他在Victor Entertainment担任部项目经理。1996年他加入动画与电子游戏音乐制作公司Imagine，并和著名作曲家松尾早人、田中公平和大谷幸一起工作。他第一个职位是在动画连续剧《魔法提琴手》（1996）中，编曲田中的作品。他的音乐让最终幻想作曲者植松伸夫印象深刻，植松选定由他为专辑《Final Fantasy VII Reunion Tracks》编曲。他创作了管弦乐演奏的《Aeris's Theme》、《Main Theme of Final Fantasy VII》、《One-Winged Angel》，这些歌曲成为了各最终幻想音乐会的传统曲目。随后他为动画连续剧《Ehrgeiz》和《AWOL - Absent WithOut Leave》创作了音乐。
滨口在1999年和田中为热门的海盗题材动画《海贼王》配乐，之后他又为其4部电影作曲。他还为樱花大战系列编曲。继《最终幻想VII》编曲成功后，植松又选定他为1999年作品《最终幻想VIII》的四首曲目配器，其中包括片头曲《Liberi Fatali》和获奖主题歌《Eyes on Me》。这些曲目和9首新编曲收录于高度成功的管弦乐专辑《Fithos Lusec Wecos Vinosec Final Fantasy VIII》。次年，他又为系列五年中首张钢琴选辑选编了几首游戏曲目。在《Eyes on Me》成功后，伊藤贤治请滨口为他的《陆行鸟赛车》主题曲编曲。
2000年，滨口为电影《消防员的故事》和动画连续剧《Dinozaurs》作曲，其中后者由他和Imagine同事多田彰文合作。他为《最终幻想IX》的全动态影像音乐配器，并收录于《Final Fantasy IX Original Soundtrack PLUS》，还为游戏主题曲《Melodies of Life》编曲；他还为游戏创作了另一张钢琴选辑。滨口与植松伸夫合作为动画电影《剧场版 我的女神》和2001年动画连续剧《最终幻想：无限》作曲，后者多田也参与创作。
在《最终幻想X》中，他配器了片尾曲以及两个版本的主题歌《素敌だね》。他还为自1989年以来举办的首场最终幻想音乐会“20020220 Music from Final Fantasy”编曲。这混合了他的老编曲以及《Vamo' Alla Flamenco》、《Theme of Love》、《Tina》、《Dear Friends》、《Final Fantasy》，以及由前三部最终幻想游戏音乐组成的8分钟组曲。音乐会及其CD获得成功并成为后来许多音乐会的先例。同样在2002年，滨口为动画连续剧《銀河戰警》配乐。他为《最终幻想XI》（2003）开场曲编曲。他还为大学朋友滨涡《无限：沙加》的三首主题曲配器。
2003年年底，由滨口编曲，广受期待的《钢琴选辑 最终幻想VII》发行。他还为2004年音乐会系列“Tour de Japon: Music from Final Fantasy”重新编曲了《Opening ~ Bombing Mission》、《To Zanarkand》、《Ronfaure》、《You're Not Alone》和《Opera 'Maria and Draco'》。音乐会还收录了他编曲的《Cloud Smiles》——2005年电影《最终幻想VII 降临之子》中的一首配乐；此外滨口为电影的贡献有旧管弦乐和钢琴编曲。滨口少量管弦编曲收入Tour de Japon在美国的接替者，2004年5月在洛杉矶首办的“Dear Friends - Music from Final Fantasy”。他的编曲还在More Friends: Music from Final Fantasy、Voices - Music from Final Fantasy和Play! A Video Game Symphony上演出。
2005年，滨口为动画连续剧《我的女神》配乐，并为第三场Symphonic Game Music Concert编曲。同年，滨口决定到柏克理音乐学院进修一年爵士作曲课，提升他作为动画作曲家的机遇。还此后还为《ONE PIECE 阿拉巴斯坦戰記 沙漠王女與海賊們》、《王牌投手 振臂高揮》、《我的女神 战斗之翼》和《十字架與吸血鬼》配乐。他还为已故作曲家英格·努格尔及其弟亨宁·努格尔的《工人物语II 10周年纪念》编曲——用于2007年8月第5场Symphonic Game Music Concert的演出——配器。他为2010年9月科隆的Symphonic Legends音乐会，使用《星际火狐》和《星际火狐64》游戏的音乐编排了组曲。
滨口还为三丽鸥动画《寶石寵物》及续集《寶石寵物 Twinkle☆》和《宝石宠物 Sunshine》谱写了官方配乐。他在2012年退出了制作人员团队，专注于电影《One Piece Film Z》和动画电影《花开物语 Home Sweet Home》的作曲。

## 音乐作品

### 动画
作曲
- Ehrgeiz（1997年）
- AWOL - Absent WithOut Leave（1998年）
- 海贼王（1999年）－与田中公平合作
- Dinozaurs（2000年）－与多田彰文合作
- 最终幻想：无限（2001年）－与多田彰文合作
- 天使特警（2002年）
- 我的女神（2005年）
- 我的女神 战斗之翼（2006年）
- 王牌投手 振臂高揮（2007年）－与多田彰文合作
- 我的女神 Flights of Fancy（2007年）
- 十字架與吸血鬼（2008年）－与田中公平合作
- 十字架與吸血鬼Capu2（2008年）－与田中公平合作
- 寶石寵物（2009年）
- 寶石寵物 Twinkle☆（2010年）
- 寶石寵物 Sunshine（2011年）
- 花開物語（2011年）
- 少女與戰車（2012年）
- Tari Tari（2012年）
- 問題兒童都來自異世界？（2013年）
- 花開物語 HOME SWEET HOME（2013年）
- 黑色嘉年華（2013年）
- 伽利略少女（2013年）
- SHIROBAKO（2014年）
- 荒野的壽飛行隊（2019年）

编曲
- 魔法提琴手（1996年）
- 樱花大战2（1999年）－与多田彰文、岸村正实、宫崎慎二和根岸贵幸合作
- 樱花大战（2000年）
- 樱花大战 New York·纽约99（2007年）－with Takayuki Kishimoto

### 电影
作曲
- 剧场版 我的女神（2000年）－与植松伸夫合作
- 消防员的故事（2000年）
- ONE PIECE 死亡盡頭的冒險（2003年）－与田中公平合作
- 我的孙悟空（2003年）
- ONE PIECE 被诅咒的圣剑（2004年）－与田中公平合作
- ONE PIECE 阿拉巴斯坦戰記 沙漠王女與海賊們（2007年）－与泽口和彦、田中公平、丸尾稔和岩崎文纪合作
- Episode of Chopper Plus 绽放在冬季奇迹樱花（2008年）－与田中公平合作
- 动画!塔麻可吉 宇宙第一的快樂物語!?（2008年）
- One Piece Film Strong World（2009年）
- One Piece Film Z（2012年）
- 花开物语 Home Sweet Home（2013年）

编曲
- 最终幻想VII 降临之子（2005年）－与河盛庆次、福井健一郎和关户刚合作

### 电子游戏
编曲
- Final Fantasy VII（1997年）
- Final Fantasy VIII（1999年）
- 陆行鸟赛车 ～通往幻界之路～（1999年）－与伊藤贤治合作
- Final Fantasy IX（2000年）－与黑泽邦彦合作
- Final Fantasy X（2001年）－与仲野顺也、滨涡正志和野田博郷合作
- Final Fantasy XI（2002年）－与岩崎英则和野田博郷合作
- 无限：沙加（2002年）
- 怪物猎人（2004年）
- 怪物猎人3（2009年）

### 其他作品
编曲
- Final Fantasy VII Reunion Tracks（1997年）
- Fithos Lusec Wecos Vinosec Final Fantasy VIII（1999年）
- Piano Collections Final Fantasy VIII（2000年）
- Final Fantasy IX: Melodies of Life - Emiko Shiratori（2000年）
- Piano Collections Final Fantasy IX（2001年）
- 20020220 Music from Final Fantasy（2002年）－与滨涡正志合作
- Piano Collections Final Fantasy VII（2003年）
- More Friends: Music from Final Fantasy（2006年）－与阿尼·罗斯、关户刚、冈宫道生和福井健一郎合作
- Distant Worlds: Music from Final Fantasy（2007年）－与水田直志、宮野幸子和阿尼·罗斯合作
- Soul Calibur Suite - The Resonance of Souls and Swords（2009年）
- Symphonic Legends - Music from Nintendo（2010年）－与Jonne Valtonen、罗杰·瓦纳摩、松尾早人、滨涡正志和托斯滕·罗序合作